# Adagio et rondo pour harmonica de verre, flûte, hautbois, alto et violoncelle
L'Adagio en do mineur et rondo en do majeur pour harmonica de verre, flûte, hautbois, alto et violoncelle , K. 617 est un quintette écrit par Wolfgang Amadeus Mozart le 23 mai 1791 à Vienne. Il s'agit de l'avant-dernière d'une série de cinq œuvres écrites pour des instruments peu usités (orgue mécanique, harmonica de verre).

## Historique
Mozart a écrit la pièce spécialement pour la virtuose aveugle de cet instrument, Marianne Kirchgäßner, et a consigné l'œuvre dans son catalogue thématique le 23 mai 1791.
Kirchgessner a interprété la pièce lors d'un concert qui avait d'abord été annoncé pour le 10 juin, mais qui a dû être retardé pour quelque motif, et qui finalement s'est tenu au Kärtnerthortheater le 19 août. Plus tard à Londres, elle a interprété ce qui semble être le quintette de Mozart lors d'un concert ayant eu lieu au Hanover Square le 17 mars 1794, dont le programme comprenait un «Quintette pour l'Harmonica, Mademoiselle Kirashgessner [sic] (dont ce sera la création dans notre pays [sic]). Le Morning Chronicle rapporte:
« (L'interprète) a un goût raffiné, et les notes suaves de l'instrument seraient réellement délicieuses, si elles étaient plus charnues et articulées; mais nous ne croyons pas que cela puisse se faire même dans l'interprétation la plus parfaite. Dans une salle plus petite, et avec un public moins nombreux, l'effet doit être enchanteur. Bien que les accompagnements aient été très retenus, cependant ils sonnaient par moments trop forts. »

## Structure
La pièce comprend deux mouvements enchaînés:
1. Adagio, à 
, en do mineur, 58 mesures
2. Rondeau: Allegretto, à , en do majeur, mesures 59 à 288

- Durée de l'interprétation : environ 15 minutes